# Porrhothele antipodiana
Porrhothele antipodiana, conhecida como aranha de teia em túnel preta, é uma espécie de aranha migalomorfa que vive na Nova Zelândia. É a mais comum e amplamente distribuída entre várias espécies do gênero Porrhothele, sendo especialmente prevalente na região de Wellington, onde machos maduros vagantes são frequentemente encontrados em ou ao redor de residências. Esta espécie é uma das aranhas mais estudadas da Nova Zelândia. Na Nova Zelândia, o nome comum "aranha de teia em túnel" também é frequentemente usado para se referir a membros do gênero Hexathele [en]. Não deve ser confundida com suas parentes distantes, as altamente venenosas aranhas de teia de funil australianas [en] (família Atracidae).

## Descrição
Nas fêmeas, a carapaça geralmente apresenta uma coloração laranja-acastanhada, com algumas áreas mais escuras próximas aos olhos. As pernas e os pedipalpos também são tipicamente laranja-acastanhados, mas mais escuros que a carapaça. As quelíceras variam de marrom-avermelhado a preto. O esterno [en] é um marrom-avermelhado claro. O abdômen tem uma coloração preta arroxeada uniforme e pode apresentar padrões de chevron pouco visíveis, mais notáveis em juvenis. A abertura dos dois pares de pulmões folhosos é circundada por uma borda creme. As fêmeas são maiores que os machos. O tamanho do corpo é variável, mas pode exceder 30 mm.
Nos machos, a carapaça é frequentemente mais escura que nas fêmeas. As pernas e os palpos são de um marrom-avermelhado escuro. As quelíceras também são marrom-avermelhadas escuras, por vezes pretas. O abdômen também é de cor escura, semelhante ao das fêmeas. Os machos podem ser distinguidos das fêmeas pela presença de estruturas de agarramento no primeiro par de pernas, usadas para segurar as fêmeas durante a cópula.

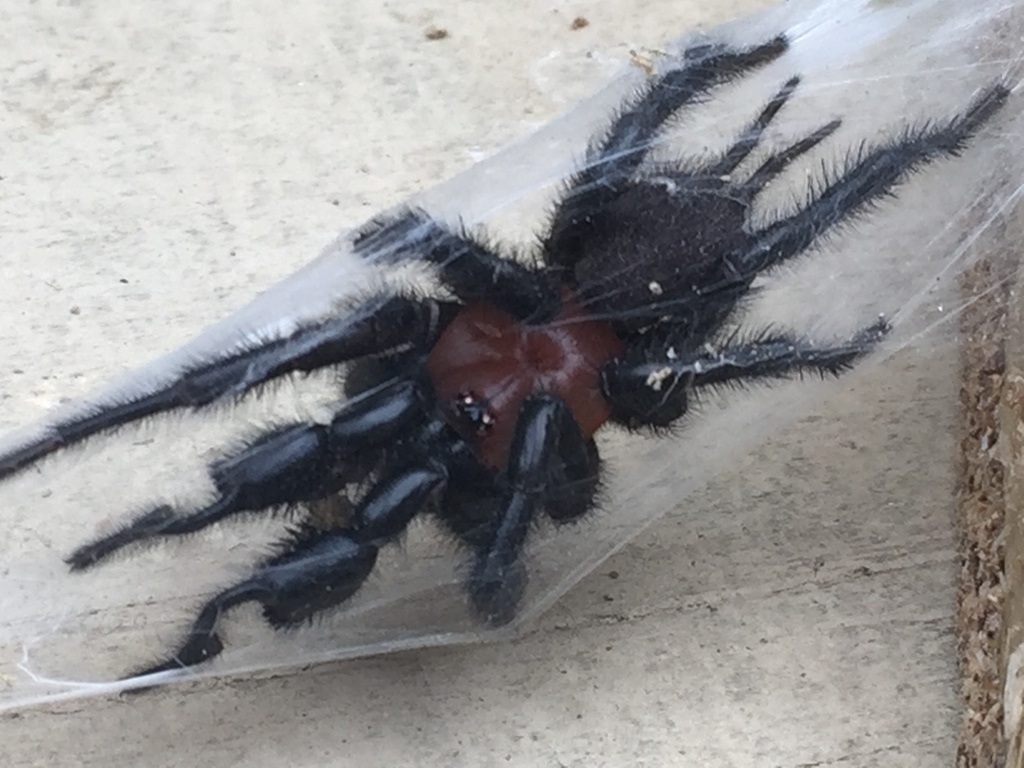
Porrhothele antipodiana macho adulto; note os segmentos do primeiro par de pernas modificados.

Porrhothele antipodiana é frequentemente confundida com espécies do gênero Hexathele, que ocupa habitats semelhantes e constrói teias similares. Elas podem ser diferenciadas mais facilmente pelo número de fieiras: Porrhothele possui dois conjuntos de fieiras, enquanto Hexathele possui três.
Como o nome comum sugere, essas aranhas constroem teias longas em forma de túnel, não pegajosas, muitas vezes sob troncos e rochas, mas também podem construir suas teias em troncos de árvores, faces de rochas e estruturas urbanas. Os túneis podem ter até 25 cm de comprimento e 3-4 cm de largura, frequentemente com uma única abertura onde a seda é amplamente espalhada para capturar e alertar as aranhas sobre a presença de presas. As teias para túneis podem ser tecidas em apenas uma hora.

## Taxonomia
Porrhothele antipodiana foi descrita pela primeira vez em 1837 por Charles Athanase Walckenaer, um entomologista e aracnologista francês, que descreveu um espécime da Nova Zelândia como Mygale antipodiana. Esta foi uma das primeiras descrições de uma espécie de aranha na Nova Zelândia. Em 1849, Adam White [en] descreveu duas espécies de Mygale (Ctenzia) endêmicas da Nova Zelândia: Mygale (Ctenzia) antipodium e Mygale (Ctenzia) hexops. White observou que Mygale hexops tinha apenas seis olhos, em vez de oito, o que é típico para Porrhothele antipodiana. Não se sabe se isso foi um erro ou não. No mesmo ano, Mygale quoyi foi descrita por Hippolyte Lucas, nomeada em homenagem ao coletor do espécime usado para a descrição. Em 1871, Mygale (Ctenzia) hexops foi transferida para o gênero Hexops e nomeada “Hexops whitei” por Anton Ausserer. A criação deste gênero foi baseada no fato de que Mygale (Ctenzia) hexops foi descrita como tendo apenas seis olhos, o que é único entre outros espécimes de Mygalomorphae na região. Em 1873, o Reverendo Octavius Pickard-Cambridge descreveu uma nova espécie encontrada em Wellington do gênero recém-descrito Macrothele [en], nomeando-a Macrothele huttoni. Em 1891, Eugène Simon reconheceu Mygale quoyi como uma sinonímia de Mygale antipodiana e também descreveu espécimes machos e fêmeas de uma nova espécie chamada "Macrothele insignipes". No entanto, um ano depois, Simon criou um novo gênero para Mygale antipodiana, tornando-a Porrhothele antipodiana. Além disso, Simon reconheceu Macrothele insignipes como sinônimo de Porrhothele antipodiana.
Em 1894, Arthur Urquhart [en] descreveu uma nova espécie no gênero Nemesia (membro da família das aranhas alçapão), nomeando-a "Nemesia kirkii" em homenagem ao coletor do espécime. Em 1901, Henry Hogg forneceu outra descrição de Porrhothele e a distinguiu de Macrothele com base na ausência de espinhos nos tarsos e nas pernas dianteiras mais robustas. Com isso, Hogg reconheceu que Macrothele huttoni era, na verdade, um Porrhothele antipodiana imaturo e, assim, considerou Macrothele huttoni como sinônimo. Em sua descrição, Hogg também descreveu Porrhothele simoni, uma espécie que mais tarde seria reconhecida como outro sinônimo de P. antipodiana. Hogg também transferiu Nemesia kirkii para o gênero recém-formado Arbanitis.
Em 1945, Valerie Todd Davies [en] forneceu outra descrição de Porrhothele antipodiana, mas também sugeriu que Porrhothele simoni deveria ser considerado um sinônimo de P. antipodiana. P. simoni foi originalmente distinguido pela cor do tórax, espaço entre os olhos medianos anteriores e curvatura da fóvea. Davies argumentou que o espaço entre os olhos pode variar com a idade e que a cor do tórax é muito variável, então a única característica distintiva a considerar é a curvatura da fóvea, o que colocaria a validade desta espécie em questão. Davies também descreveu uma nova espécie de Porrhothele, chamada Porrhothele avocae, descrita apenas a partir de espécimes encontrados na passagem do Monte Artur [en].
Em 1968, P. antipodiana recebeu uma descrição atualizada por Raymond Forster [en] e P. avocae foi reconhecida como sinônimo de P. antipodiana. Forster também sugeriu que P. antipodiana pode, na verdade, representar várias espécies morfologicamente muito semelhantes (ou seja, espécies crípticas) que ainda não foram descritas.

## Distribuição e habitat
Porrhothele antipodiana é a espécie mais amplamente distribuída do gênero Porrhothele e é encontrada em ambas as ilhas principais da Nova Zelândia. Na Ilha Norte, parece estar ausente da região de Northland (onde Porrhothele quadrigyna [en] é conhecida por ser distribuída). Parece estar amplamente distribuída na Ilha Sul, exceto na zona alpina. P. antipodiana também é conhecida por ocorrer nas Ilhas Chatham, mas acredita-se que isso seja uma introdução recente mediada por humanos.

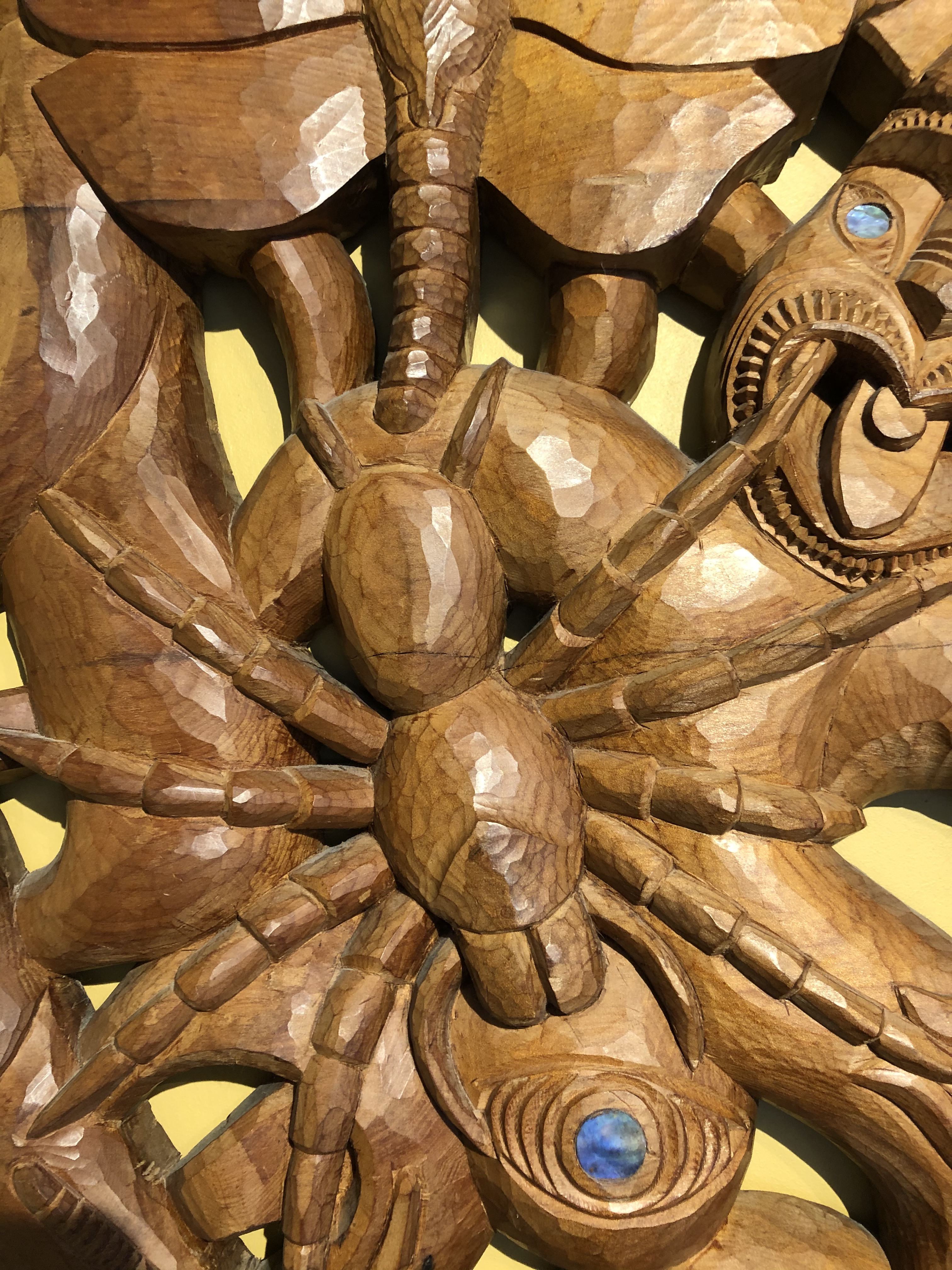
Aranha de teia em túnel esculpida em pare em exibição na Coleção de Artrópodes da Nova Zelândia no Landcare Research, Auckland.

Porrhothele antipodiana ocupa uma variedade de habitats. Elas são tipicamente encontradas sob troncos e rochas velhas, mas também constroem teias em falésias e faces de rochas quando possível. Geralmente ocorrem em florestas, mas também são conhecidas por habitar dunas de areia, jardins e encostas com aglomerados de rochas.

## História de vida
Quando depositados, os ovos são frouxamente agrupados em casulos que possuem duas camadas finas de seda. A construção do saco de ovos ocorre de final de outubro a meados de dezembro (durante o verão). Estimativas do número de ovos nos sacos variam de 100 a 300. Os ovos podem levar até 30 dias para eclodir após a postura (isso parece ocorrer quando as aranhas atingem 2-3 mm de comprimento), com as aranhas realizando a primeira muda alguns dias depois. As aranhas permanecem no ninho da fêmea até se desenvolverem mais. Durante o primeiro período de instar, as aranhas são inativas e deitam de costas, esticando suas pernas, e depois fazem a muda após cinco semanas. As aranhas do segundo instar são mais ativas e começam a tecer teias e se alimentar. A aranha tende a crescer até um comprimento de 12 mm até o final do primeiro ano. Após 2-3 anos, a aranha atinge a maturidade. Quando madura, a aranha continua a realizar mudas esporadicamente. P. antipodiana é relativamente longeva e é conhecida por viver pelo menos seis anos.

## Comportamento

### Cortejo e cópula
Quando o macho se aproxima da plataforma de teia da fêmea, o par frontal de pernas é elevado, apontando o metatarso e a tíbia modificados (estruturas de agarramento) para a fêmea. O cefalotórax também é inclinado para cima, revelando suas presas e palpos. O par frontal de pernas é usado para vibrar a teia enquanto o macho avança em direção à fêmea. O macho então usa suas estruturas de agarramento para segurar os dois palpos da fêmea, o que faz com que a fêmea entre em um estado passivo. O macho então empurra a fêmea, agora inerte, para uma posição onde o cefalotórax do macho fica perpendicular à parte inferior do cefalotórax da fêmea. Se estiver na teia, a fêmea também pode deitar de costas. O macho então copula com a fêmea injetando esperma no trato reprodutivo da fêmea usando um palpo de cada vez. A cópula termina quando o macho (ainda segurando a fêmea) se desengata e depois a empurra para longe. Durante o cortejo e a cópula, os machos tecem seda.

## Presas
Como quase todas as aranhas, Porrhothele antipodiana é uma carnívora obrigatória. Os restos das presas capturadas acabam espalhados pela teia, facilitando a identificação do que a aranha tem comido. Essas aranhas parecem se alimentar de quase qualquer coisa que se aproxime o suficiente de sua teia, então suas presas podem simplesmente refletir quais espécies estão presentes na área. Uma pequena seleção de presas capturadas por P. antipodiana inclui isópodes (Porcellio scaber [en]), Mamangaba, besouros como Holcaspis [en] (Carabidae) e Xylotoles (Cerambycidae), e outras aranhas como Dolomedes [en] (Pisauridae).
Uma das presas mais incomuns de P. antipodiana é o caracol Cornu aspersum (exótico na Nova Zelândia). Este é um prey difícil para a maioria das aranhas capturar, pois possuem uma concha dura onde podem se retrair e muco que podem produzir. Para matar os caracóis, P. antipodiana primeiro detecta e crava suas presas na carne do caracol. A aranha então tenta manter suas presas cravadas enquanto o caracol se retrai para dentro de sua concha. Enquanto está preso, o caracol começa a produzir grandes quantidades de espuma na tentativa de deter a aranha. Embora os caracóis pareçam resistentes ao veneno da aranha, eles eventualmente morrem após cerca de 30 minutos. A aranha pode então passar muitas horas se alimentando do caracol.
Outra presa notável é a vespa Vespula germanica, outra espécie exótica na Nova Zelândia. O comportamento agressivo desta espécie poderia torná-la difícil de ser capturada com segurança por P. antipodiana. Uma vez que a vespa fica enredada na teia, a aranha a agarra por trás do tórax (para evitar o ferrão) e depois a mata.

## Predadores naturais
Porrhothele antipodiana é conhecida por ser predada pelo quiuí-castanho-do-norte.

## Parasitas
Porrhothele antipodiana é conhecida por ser parasitada por Aranimermis giganteus [en], um nematódeo que parasita as Mygalomorphae da Nova Zelândia. Indivíduos infectados pelo parasita parecem ser atraídos para a água, o que inevitavelmente os faz se afogar, permitindo que o A. giganteus complete a fase aquática de seu ciclo de vida.

## Interações com vespas caçadoras de aranhas
Uma fonte considerável de mortalidade dessas aranhas pode ser atribuída a vespas caçadoras de aranhas, especialmente Priocnemis monachus [en]. Essas vespas são especializadas em caçar aranhas grandes, que elas paralisam e depositam ovos, que então eclodem e consomem o corpo da aranha.
Uma vez que essas vespas localizam a toca da aranha, elas entram e encurralam a aranha. A aranha então assume uma postura defensiva, mas geralmente é picada várias vezes durante a luta e fica paralisada. Como a aranha é muito maior que a vespa, ela precisa ser arrastada para trás em direção ao ninho da vespa. Uma vez colocada no ninho, um ovo é depositado na aranha, que eventualmente eclode e se alimenta dela.

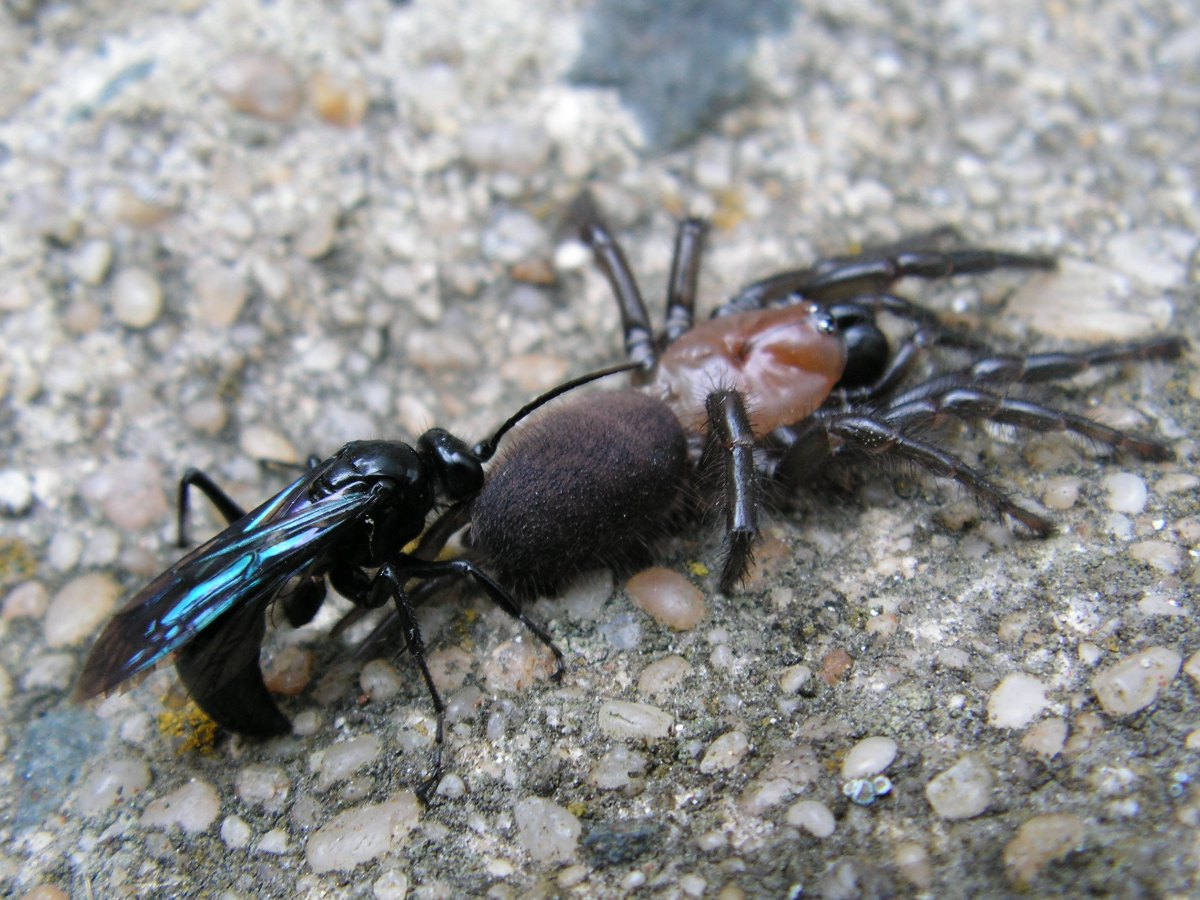
Priocnemis monachus arrastando uma Porrhothele antipodiana paralisada.

## Interações com ratos
A Nova Zelândia abriga muitas espécies de mamíferos invasores, incluindo ratos. Em seu habitat regular, Porrhothele antipodiana provavelmente encontra ratos e outros mamíferos introduzidos, podendo ser uma presa potencial. P. antipodiana colocada em recipientes com ratos assumiu uma postura de ameaça defensiva quando investigada pelos ratos. Os ratos então atacavam com "uma série de investidas rápidas, mordiscando as pernas esticadas da aranha". Durante isso, a aranha golpeava os ratos, mas os ratos geralmente evitavam esses golpes. À medida que isso continuava, a aranha se cansava quando pedaços de suas pernas eram arrancados, o que causava a perda de fluidos corporais, levando à morte da aranha. Os ratos então prosseguiam comendo o abdômen e o cefalotórax da aranha. No entanto, em alguns encontros, as aranhas conseguiam segurar o rato e mordê-lo, fazendo-o perder a orientação, tremer e, por fim, morrer. Ratos que sobreviviam às mordidas posteriormente evitavam atacar essas aranhas.

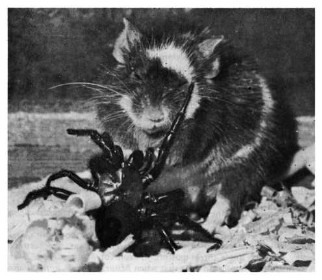
Porrhothele antipodiana lutando contra um rato.

## Interações com humanos
Porrhothele antipodiana pode morder um humano se sentir-se ameaçada. Como essas aranhas podem ocupar jardins, um encontro com um humano desavisado pode ocorrer e uma mordida pode acontecer, embora isso seja raro. As mordidas são dolorosas e podem causar inchaço localizado, coceira ou dormência. As mordidas podem deixar duas pequenas perfurações na pele. Há apenas um caso conhecido de sintomas graves, que provavelmente foram devido a uma infecção secundária. As vítimas são aconselhadas a desinfetar a área para reduzir o risco de infecção. O veneno não é perigoso para humanos.

## Estado de conservação
Sob o Sistema de Classificação de Ameaças da Nova Zelândia, esta espécie é listada como "Não ameaçada".

## Na cultura Maori
Foi sugerido que a palavra "kahuwai", que se refere a uma espécie de aranha não identificada na literatura Maori [en], refere-se a Porrhothele antipodiana.

## Na cultura popular
Essa aranha foi descrita pelo diretor Peter Jackson como a inspiração para sua representação da Laracna em sua adaptação cinematográfica de O Senhor dos Anéis.

## Galeria

Porrhothele antipodiana
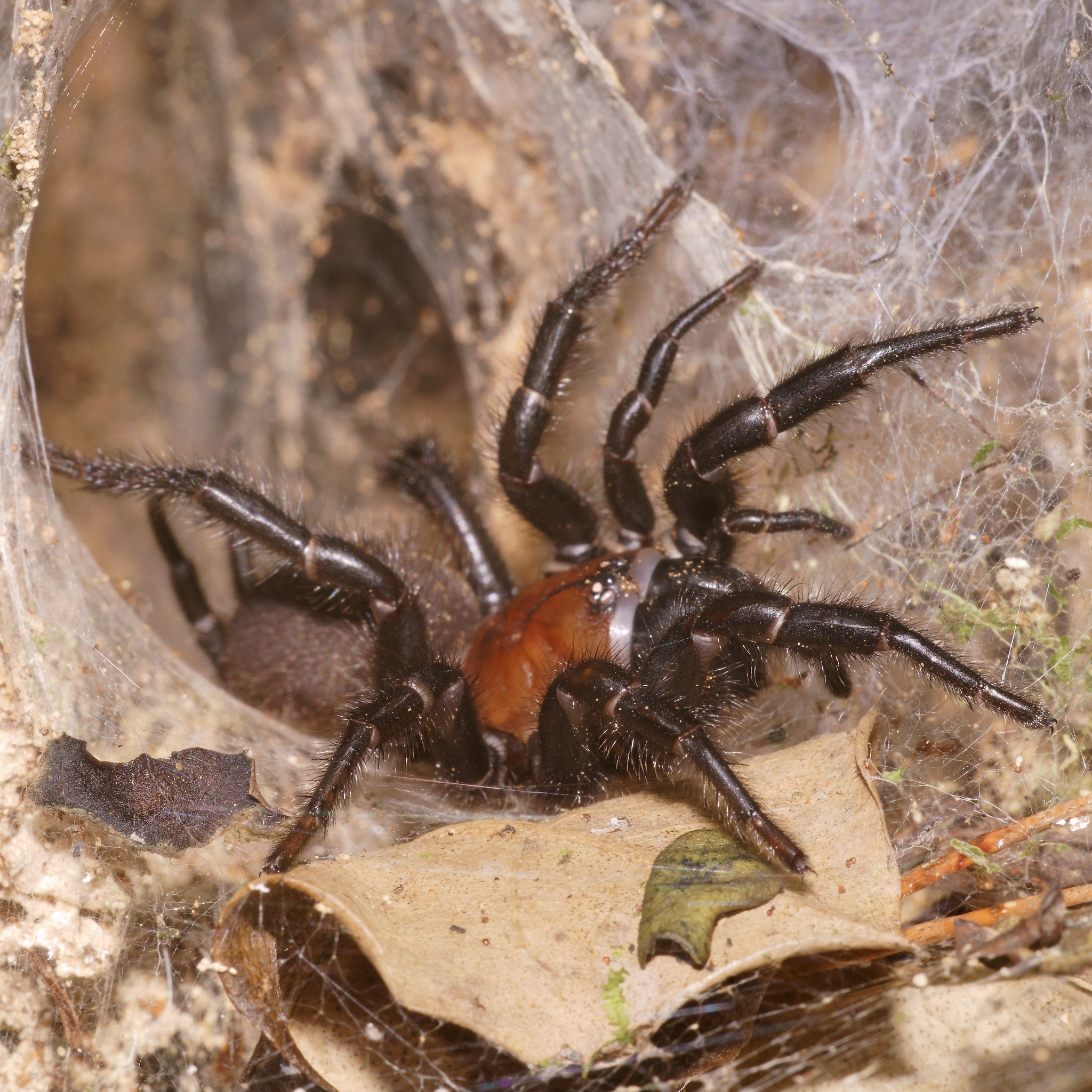
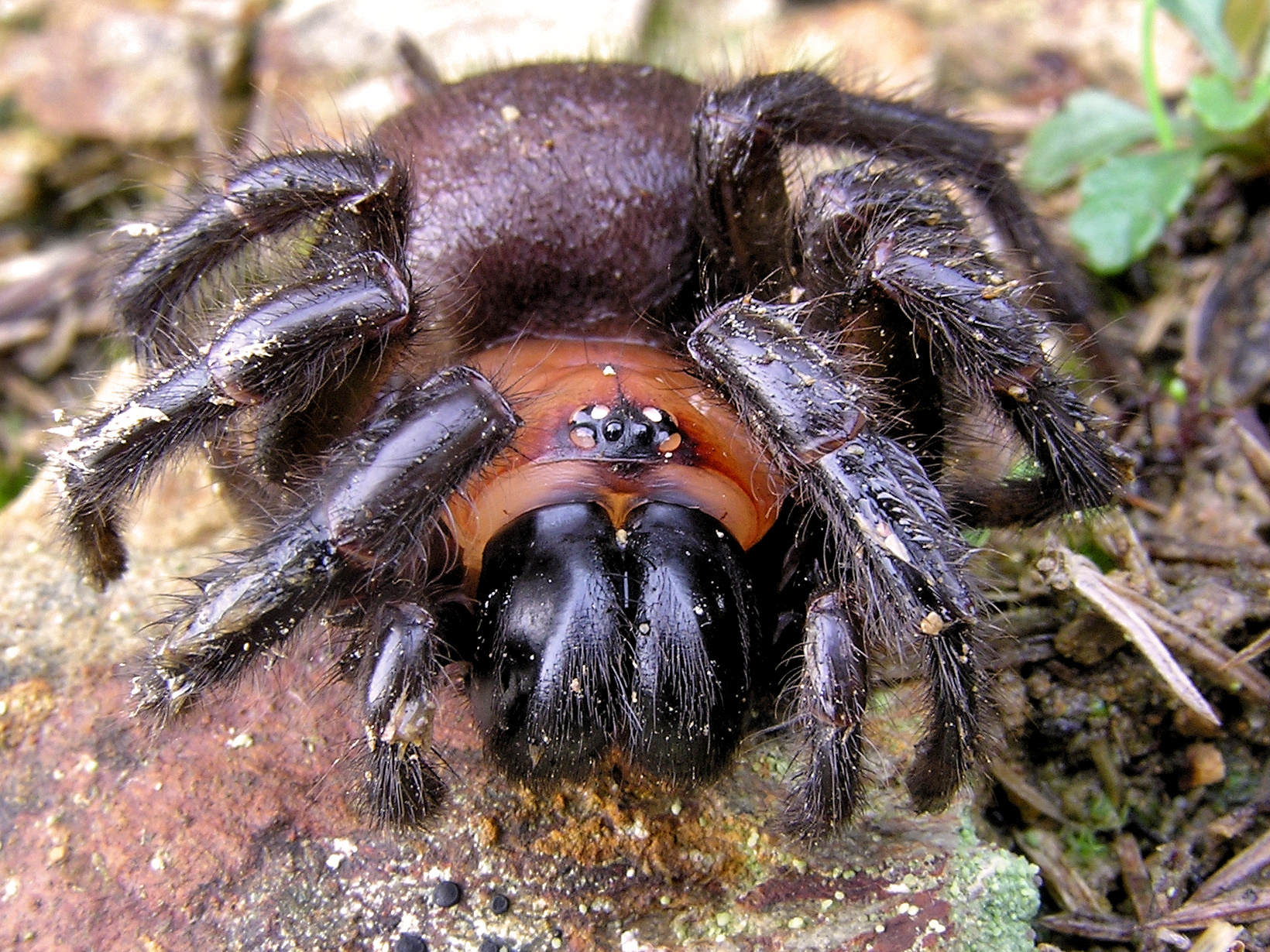
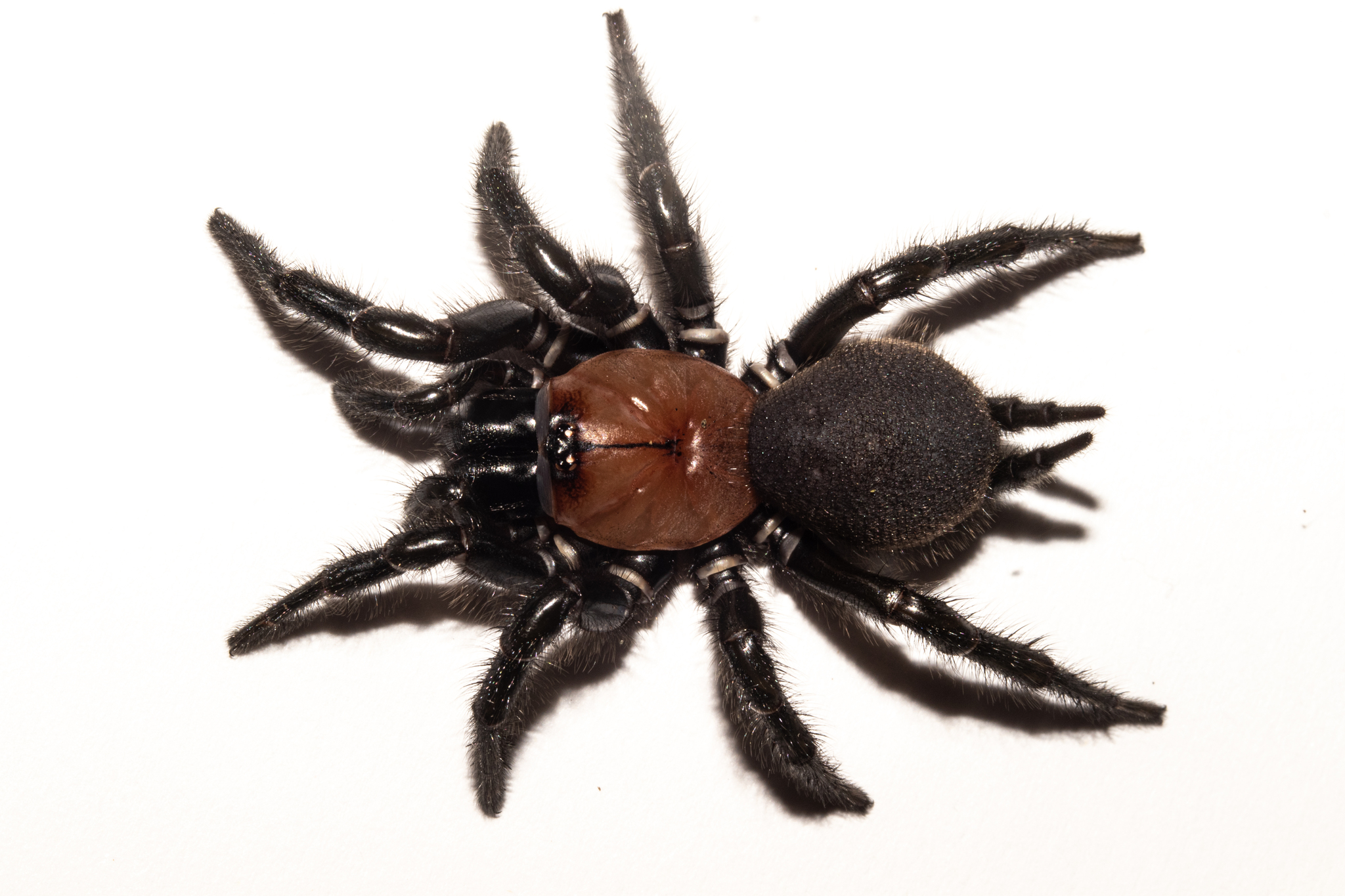
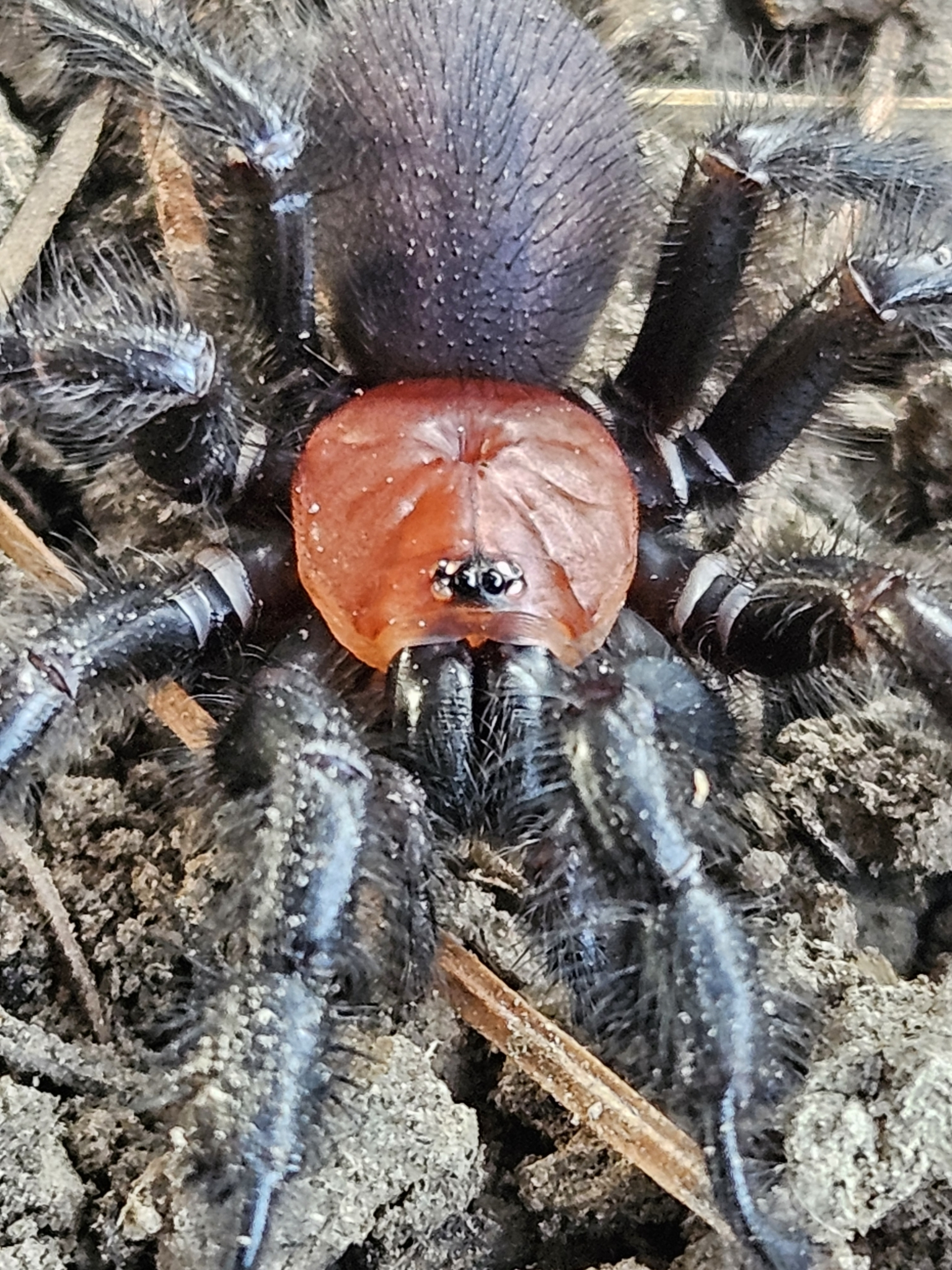
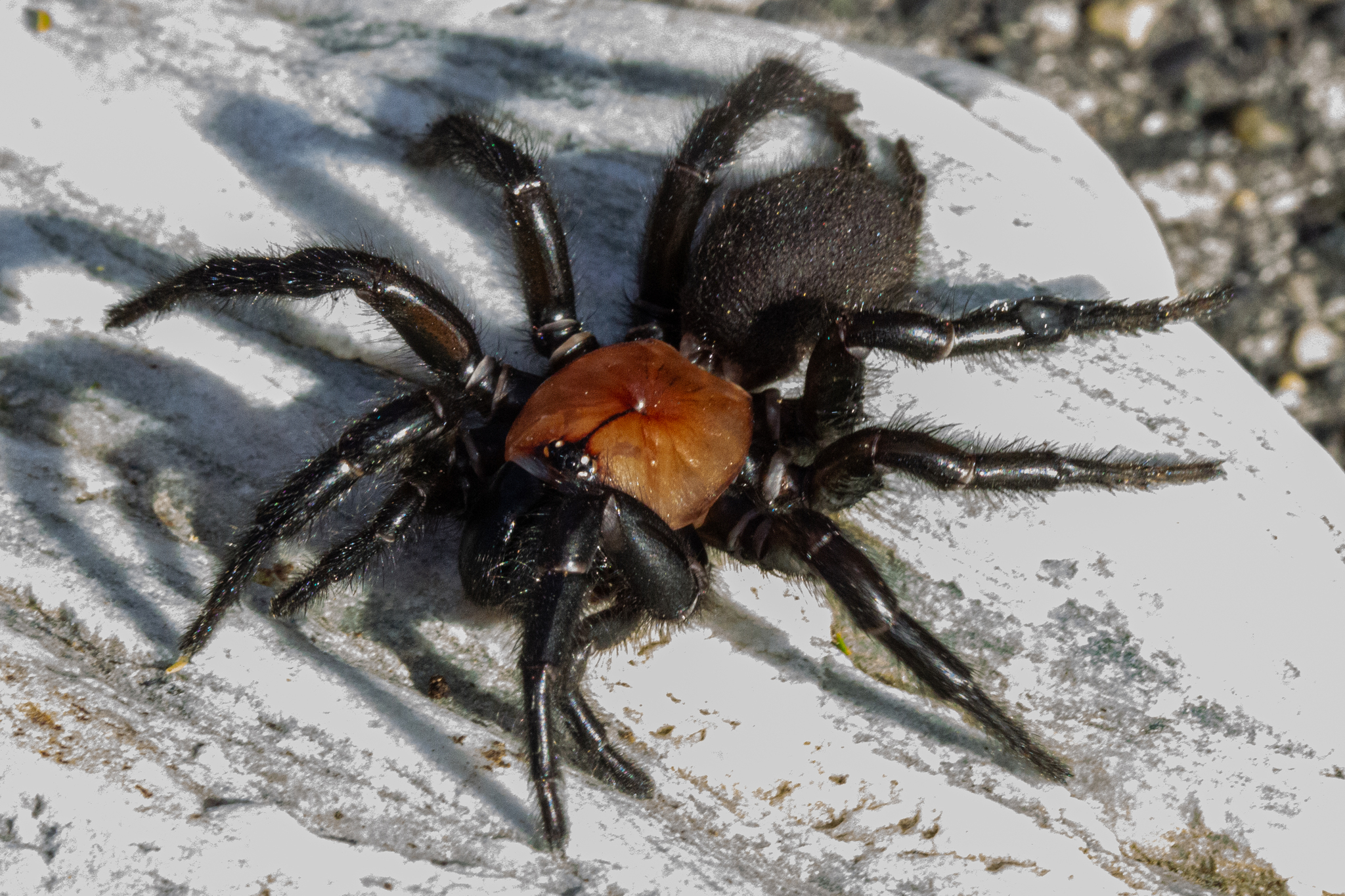